# Fontaine de la sirène du Danube
La fontaine de la sirène du Danube (Donaunixenbrunnen) est une fontaine de Vienne, en Autriche, dans l'Innere Stadt.

## Description
La fontaine de la sirène du Danube se situe dans la cour hexagonale dite du bazar, dans la galerie marchande du Palais Ferstel entre Freyung et Herrengasse et a une hauteur totale de 19 pieds viennois (soit 6 mètres) avec un diamètre de bassin de 10 pieds (3,2 m).
Le bassin est en marbre d'Adnet, la colonne des trois sirènes, le bol supérieur, les trois personnages et la sirène du Danube sont coulés à partir de 75 Zentner viennois (environ 4 200 kg) en bronze.
Trois sirènes émergent de l'eau du bassin de marbre, se serrent la main et dansent autour de la colonne dépassant du centre du bassin. Au-dessus d'elles se trouve un autre bassin d'eau plus petit, soutenu par des vrilles et trois oiseaux aquatiques qui servent de gargouilles. Il y a trois personnages au-dessus de ce bassin : un marchand, un constructeur naval et un pêcheur.
L'extrémité de la colonne est la figure de la femme debout, allégorie du Danube, aux cheveux flottants et à la main droite à demi levée, dans laquelle elle tient un petit poisson.
La fontaine est conçue par Heinrich von Ferstel, qui a également planifié le palais construit pour une banque. La part d'Anton Dominik Fernkorn dans cette fontaine réside dans le façonnage et le moulage des pièces de bronze, tandis que le tailleur de pierre Anton Wasserburger fabrique le bassin en marbre.
La fontaine de la sirène du Danube, qui a coûté 25 000 florins, est inaugurée en octobre 1861.

## Sources
- (de) Cet article est partiellement ou en totalité issu de l’article de Wikipédia en allemand intitulé « Donaunixenbrunnen » (voir la liste des auteurs).